# اوا کایلی
اوا کایلی (یونانی: Εύα Καϊλή؛ زادهٔ ۲۶ اکتبر ۱۹۷۸) سیاست‌مدار اهل یونان و معاون رئیس سابق پارلمان اروپا بود. که جنبش سوسیالیستی پان‌هلنی را نمایندگی می‌کند.
وی از سال ۲۰۱۴ به عنوان عضو پارلمان اروپا (MEP) فعالیت می‌کرد. اوا کایلی به عنوان یکی از چهارده معاون رئیس‌جمهور پارلمان اروپا از ژانویه ۲۰۲۲ انتخاب شد و در دسامبر همان سال، در پی رسوایی فساد مالی قطر در پارلمان اروپا متهم، دستگیر و از سمت خود برکنار گردید.

## سنین جوانی و تحصیلات
اوا کایلی سال ۲۰۰۴ در رشته معماری و عمران از دانشگاه ارسطو تسالونیکی فارغ‌التحصیل و مدرک مهندسی خود را دریافت کرد. سپس تحصیلات خود را در دانشگاه پیرئوس ادامه داد و در سال ۲۰۰۸ مدرک کارشناسی ارشد خود را در رشتۀ سیاست امور بین‌الملل و اروپا دریافت کرد. او از سال ۲۰۱۴ تحصیلات و تحقیقات خود را در رشتۀ اقتصاد سیاسی بین‌الملل جهت دریافت دکترا از دانشگاه پیرئوس دنبال می‌کند، اما هنوز (سال ۲۰۲۲)موفق به تکمیل آن نشده‌است.